# Щоджеєво
Щоджеєво (пол. Szczodrzejewo) — село в Польщі, у гміні Мілослав Вжесінського повіту Великопольського воєводства.
Населення — 74 особи (2011).
У 1975-1998 роках село належало до Познанського воєводства.

## Демографія
Демографічна структура станом на 31 березня 2011 року:
|          | Загалом | Допрацездатний вік | Працездатний вік | Постпрацездатний вік |
| -------- | ------- | ------------------ | ---------------- | -------------------- |
| Чоловіки | 41      | 13                 | 25               | 3                    |
| Жінки    | 33      | 5                  | 20               | 8                    |
| Разом    | 74      | 18                 | 45               | 11                   |